# Sepideh Farsi
Sepideh Farsi   (Teheran, 1965) és una directora de cinema iraniana.
Nascuda en el si d'una família d'esquerres políticament activa, Farsi es va convertir en activista de ben jove. Es va traslladar de Teheran a Mashad poc abans de la revolució de 1979 i va passar vuit mesos a la presó per amagar un amic i company d'estudi durant les massacres de l'Iran de 1981 i 1982. Va acabar l'institut a casa després del seu alliberament i va marxar de l'Iran el 1984 cap a París per estudiar matemàtiques. Es va sentir atreta per les arts visuals a una edat primerenca, i inicialment va experimentar en la fotografia abans de fer els seus primers curtmetratges. Un tema principal de les seves obres és la identitat.
Farsi viu entre París i Atenes. És poliglota i parla persa, anglès, francès i alemany, i estudia grec, àrab i castellà. Més enllà de la direcció, ha aparegut davant de la càmera a la seva pel·lícula de 2002 The Journey of Maryam, i en altres feines darrere de la càmera en les seves pròpies obres, sobretot a la pel·lícula Homi D. Sethna, Film-maker.
No pot tornar a l'Iran des del 2009 a causa de les seves pel·lícules i el seu activisme contra el règim iranià. Fins avui, totes les pel·lícules de Farsi han estat prohibides a l'Iran pel règim.
Farsi va ser membre del jurat del Festival Internacional de Cinema de Locarno a la millor primera pel·lícula el 2009. Va guanyar el premi FIPRESCI (2002), el premi Cinéma du Réel i Traces de Vie (2001) per Homi D. Sethna, Film-makeri el premi al millor documental al Festival dei popoli (2007) per Harat.